# A-POP
A-POP的「A」取自日本秋葉原的簡稱「AKIBA」和動畫的日語羅馬字「Anime」，指動畫歌曲、電子遊戲主題曲、聲優歌曲、電波歌曲、萌曲等。

## 概要
「A-POP」此一詞彙早於2000年已經出現。但實際正式於2002年左右開始提倡的是Shall Luck PLUS的代表取締役金杉肇，2005年同公司旗下F&C的產品中的音樂使用A-POP的名義。其後電視動畫《地上最強新娘》中的數首樂曲、Animelo Summer Live2007 Generation-A、2008年NICONICO動畫的網上節目「A-POP HIT STUDIO」也是表明以A-POP為主題類型。